# Sân bay Puerto Cabezas
Sân bay Puerto Cabezas (IATA: PUZ, ICAO: MNPC) là một sân bay phục vụ Puerto Cabezas, Nicaragua.  Nhà ga mới được khai trương năm 2000, với chỗ đỗ xe cho 30 chiếc xe hơi.  Sân bay này nằm cách trung thành phố 1 km và có thể đi vào trung tâm bằng taxi và các phương tiện khác.
Sân bay Puerto Cabezas có 1 đường cất hạ cánh dài 2480 m.

## Các hãng hàng không và các tuyến điểm
- La Costeña (Bluefields, Managua, Rosita)
- Atlantic Airlines (Bluefields, Managua)